# Exocelina casuarina
Exocelina casuarina är en skalbaggsart som först beskrevs av Michael Balke och Lars Hendrich 1998.  Exocelina casuarina ingår i släktet Exocelina och familjen dykare. Inga underarter finns listade i Catalogue of Life.